# تريومف ثندربيرد
تريومف ثندربيرد(بالإنجليزية: Triumph Thunderbird)‏ هي دراجة نارية من تصنيع تريومف.